# 圣马丁代皮
圣马丹德皮（法語：Saint-Martin-des-Puits，法語發音：[sɛ̃ maʁtɛ̃ de pɥi] ⓘ）是法国奥德省的一个市镇，属于卡尔卡松区。

## 地理
圣马丹德皮（43°2'26"N, 2°34'7"E）面积6.94 平方千米，位于法国奧克西塔尼大區奥德省，该省份为法国南部沿海省份，北起塔恩省，西北接上加龙省，西接阿列日省，南至东比利牛斯省，东临地中海，东北与埃罗省接壤。
与圣马丹德皮接壤的市镇（或旧市镇、城区）包括：科内特昂瓦勒、迈罗讷、圣皮埃尔德尚、泰尔姆、维涅维埃耶。
圣马丹德皮的时区为UTC+01:00、UTC+02:00（夏令时）。

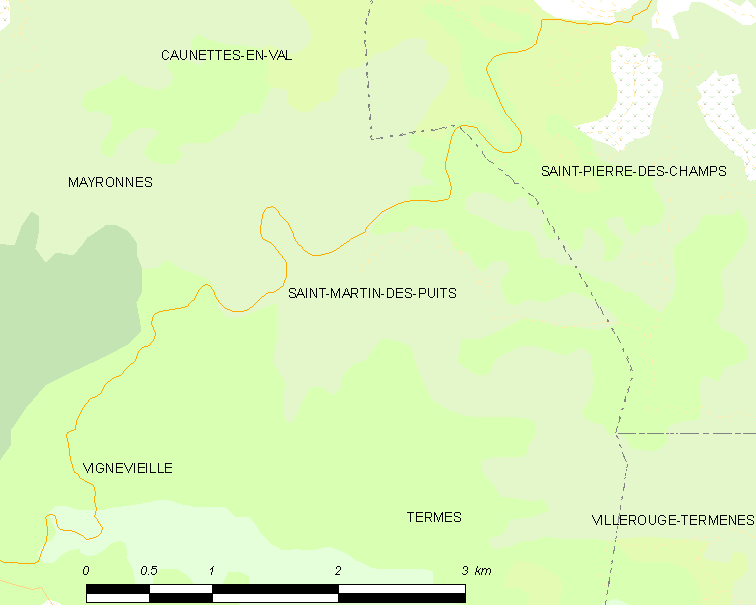
圣马丹德皮的OSM定位图

## 行政
圣马丹德皮的邮政编码为11220，INSEE市镇编码为11354。

## 政治
圣马丹德皮所属的省级选区为莱科比耶尔县。

## 人口

1962-2008年间圣马丹德皮人口变化图示

圣马丹德皮于2022年1月1日时的人口数量为30人。